# La scuola dei timidi
La scuola dei timidi è un film del 1941 diretto da Carlo Ludovico Bragaglia.

## Trama
Alberto, che possiede una bella voce ma teme di cantare in pubblico, e la timida Anna, figlia di un ricchissimo fabbricante di scarpe, prendono "lezioni di coraggio" in una scuola per timidi e finiscono per innamorarsi. La loro timidezza non sembra guarire ma a causa di un equivoco Alberto diviene terribilmente geloso, decidendosi ad affrontare prima la ragazza e poi il pubblico che gli tributerà un entusiastico successo.

## Distribuzione
Il film venne distribuito nelle sale italiane dal 31 dicembre 1941.

## Critica
Il 10 febbraio 1942, il regista e sceneggiatore Giuseppe De Santis scrisse sulla rivista Cinema: «Bragaglia, perché hai tanta fretta? Perché dirigi dieci film all'anno? Perché ci fai perdere quelle speranze che in te avevamo riposte? Il maggior nemico dell'arte e del nostro cinematografo è la fretta! Il mestiere dovrebbe, almeno in qualche caso, aiutarci a comprendere che non si improvvisa un attore, come nel nostro caso è Alberto Rabagliati».